# 奥藏
奥藏（法語：Ozan，法語發音：[ozɑ̃]）是法国安省的一个市镇，位于该省西北部，属于布雷斯地区布尔格区。

## 地理
奥藏（46°23'30"N, 4°54'56"E）面积6.6 平方千米，位于法国奥弗涅-罗讷-阿尔卑斯大区安省，该省份为法国东部省份，北起汝拉省，西北接索恩-卢瓦尔省，西接罗讷省和里昂大都会，南至伊泽尔省，东与萨瓦省、上萨瓦省和瑞士接壤。
与奥藏接壤的市镇（或旧市镇、城区）包括：索恩河畔阿涅尔、博兹、舍夫鲁、芒济亚。

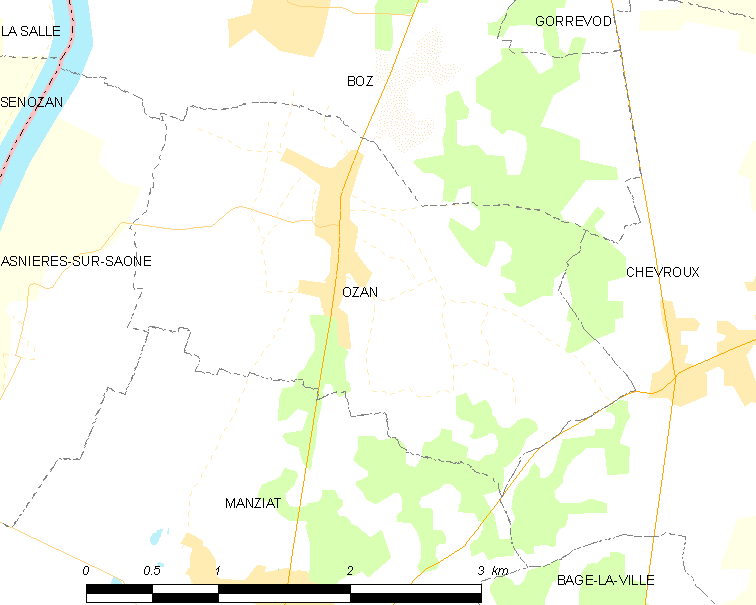
奥藏的OSM定位图

奥藏的时区为UTC+01:00、UTC+02:00（夏令时）。

## 行政
奥藏的邮政编码为01190，INSEE市镇编码为01284。

## 政治
奥藏所属的省级选区为勒普隆日县。

## 人口

1962-2008年间奥藏人口变化图示

奥藏于2022年1月1日时的人口数量为721人。